# Kars (stad)
Kars (Armeens: Ղարս, Կարս, Ghars; Azerbeidzjaans: Qars; Koerdisch: Qers) is een stad in het uiterste oosten van Turkije. De stad telt ruim 130.000 inwoners en is de hoofdstad van de gelijknamige provincie. Ze ligt op enkele tientallen kilometers van het drielandenpunt met Armenië en Georgië.
De stad ontwikkelde zich in de negentiende eeuw tot een Russisch-Turkse twistappel en telde van oudsher vele nationaliteiten onder haar inwoners, waaronder vooral Armeniërs. Kars ligt op 1750 m hoogte aan de gelijknamige rivier: de oude stad met de citadel op de noordelijke oever en een jonger, lager gelegen stadsdeel op de zuidelijke. De stad heeft een vliegveld en sinds 1992 een universiteit. De stad is ook een centrum van de ganzenfokkerij. 

## Geschiedenis
Kars behoorde tot het middeleeuwse Armeense koninkrijk, toen het in 1064 door de Turkse Seltsjoeken werd ingenomen. Zij bouwden in 1152 de citadel, het symbool van de stad.
In 1514 kwam Kars aan het Ottomaanse Rijk. De stad weerstond in 1731 een Perzische belegering en pareerde in 1807 de eerste van een reeks Russische aanvallen. In 1828 volgde een geslaagde Russische aanval, die echter niet leidde tot de definitieve annexatie van de stad. Die kwam er in 1855 tijdens de Krimoorlog evenmin.
De Kars Madalyasi, werd in 1855 door de Turkse sultan Abdülmecit (1839-1861) ingesteld. Deze campagnemedaille herdacht de succesvolle verdediging van de strategisch gelegen Kars. De Turken verdedigden de strategisch belangrijke vesting tegen een Russisch leger. De Turken werden bijgestaan door een klein Brits contingent onder generaal William Fenwick Williams.
In 1878 werd Kars tijdens een nieuwe Russisch-Turkse oorlog wederom veroverd en bij het daaropvolgende Verdrag van San Stefano voor enkele tientallen jaren door tsaristisch Rusland ingelijfd. Veel mosliminwoners verlieten de stad, terwijl christelijke Armeniërs, Grieken en Russen kwamen. In de oblast Kars vormden in 1892 de Turken met 43% de grootste bevolkingsgroep, hiervan waren 14% Karapapaken en 5% Turkmenen, andere Turkstalige volkeren. 21,5% bestond uit Armeniërs, 15% uit Koerden, en 13,5% (Pontische) Grieken.
Tijdens de Kaukasuscampagne, die deel uitmaakte van de Eerste Wereldoorlog, was Kars opnieuw een Russisch-Turkse twistappel. De Turken wisten de stad begin 1918 in te nemen en de Vrede van Brest-Litovsk wees de stad op 3 maart 1918 weer aan het Ottomaanse Rijk toe. Eind 1918 werd Kars de hoofdstad van de Turksgezinde Voorlopige Nationale Regering van de Zuidwestelijke Kaukausus, maar dankzij Brits ingrijpen kwam de stad medio 1919 aan de Democratische Republiek Armenië, die een jaar eerder uit tsaristisch Rusland was voortgekomen. Tijdens de Turks-Armeense Oorlog (september-december 1920) werd Kars op 30 oktober door de Turken ingenomen. De meeste Armeense inwoners sloegen op de vlucht. De verdragen van Alexandropol (Gyumri) en Kars wezen de stad eind 1920 resp. eind 1921 aan het Ottomaanse Rijk toe, dat kort daarop de republiek Turkije werd.

## Klimaat
| Maand                  | jan   | feb   | mrt  | apr  | mei  | jun  | jul  | aug  | sep  | okt  | nov  | dec   | Jaar |
| ---------------------- | ----- | ----- | ---- | ---- | ---- | ---- | ---- | ---- | ---- | ---- | ---- | ----- | ---- |
| Gemiddeld maximum (°C) | −4,8  | −2,9  | 3,0  | 11,4 | 16,6 | 21,0 | 25,5 | 26,2 | 22,1 | 15,0 | 6,6  | −1,2  | 11,5 |
| Gemiddeld minimum (°C) | −15,9 | −14,6 | −7,7 | −0,3 | 3,8  | 6,7  | 9,9  | 9,8  | 5,3  | 0,6  | −4,9 | −11,5 | −1,6 |
|                        |       |       |      |      |      |      |      |      |      |      |      |       |      |
| Neerslag (mm)          | 20    | 23    | 29   | 52   | 77   | 75   | 57   | 41   | 28   | 40   | 26   | 23    | 491  |
| Bron: WeerOpReis.com   |       |       |      |      |      |      |      |      |      |      |      |       |      |

## Bezienswaardigheden

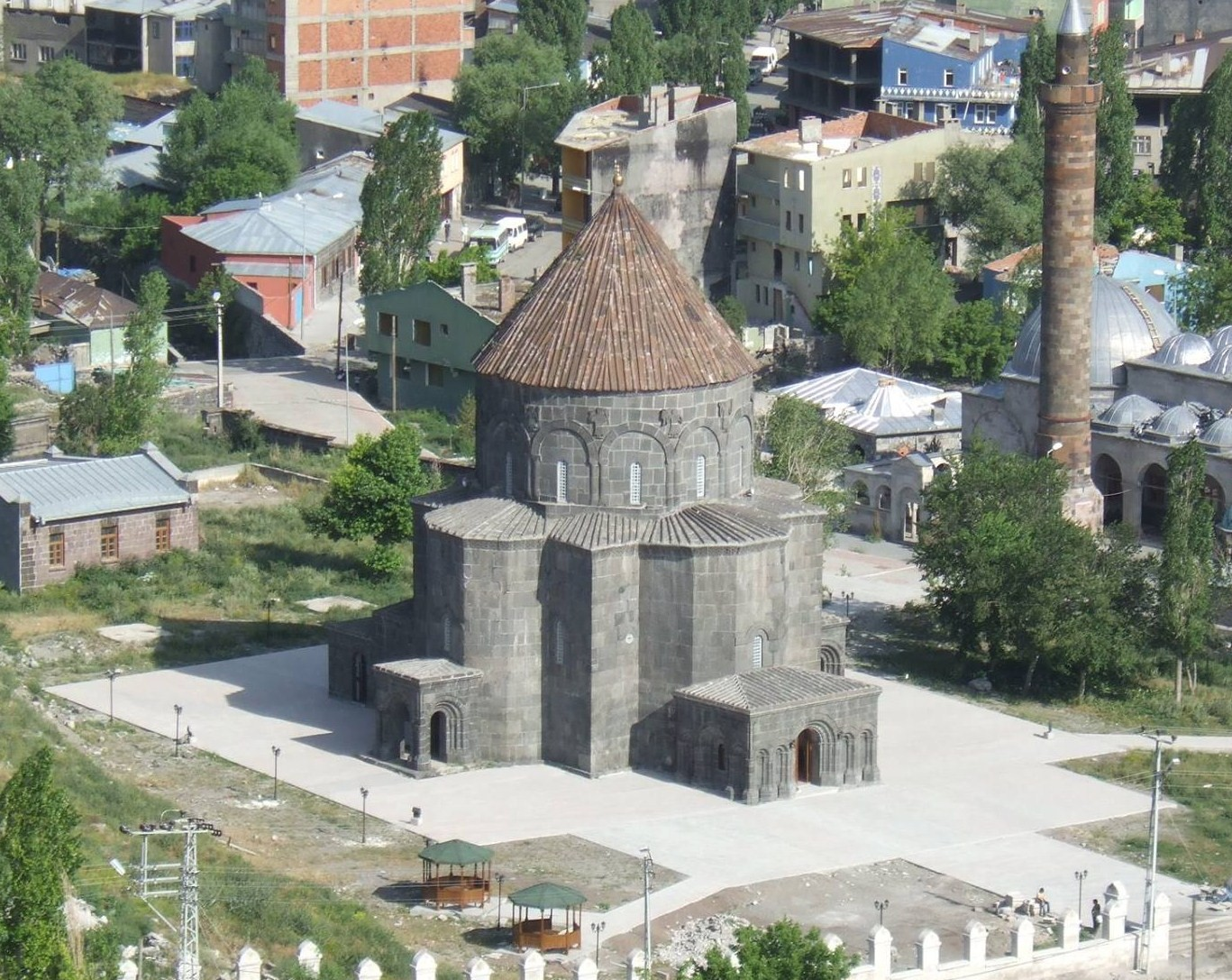
Armeense kathedraal van Kars, tegenwoordig moskee

- De Kathedraal van Kars

## Verkeer
Kars heeft een vliegveld en beschikt over een directe treinverbinding via Erzurum met Ankara. De treinverbinding met Gjoemri in Armenië is sinds 1994 buiten gebruik, sinds de grens tussen beide landen gesloten werd. Eind 2007 werd een begin gemaakt met de aanleg van een spoorlijn naar Achalkalaki in Georgië, waarmee een internationale verbinding met Tbilisi en Bakoe moest ontstaan die Armenië zou omzeilen.

## In populaire cultuur
- De roman Sneeuw van Orhan Pamuk uit 2006 speelt zich grotendeels af in Kars.

- Biblioteca Nacional de España: XX456178
- Gemeinsame Normdatei: 4260372-9
- Library of Congress Control Number: n82246253
- Nationale Bibliotheek van Israël: 987007559698705171
- Virtual International Authority File: 136073904
- WorldCat: E39PCjFDWKytqbpHbR6pcv6RJC